# Sabine Wiemers
Sabine Wiemers (* 1965 in Mönchengladbach) ist eine deutsche Illustratorin.

## Leben
Sie studierte an der Fachhochschule Düsseldorf Visuelle Kommunikation mit dem Schwerpunkt Illustration. Mit einem Diplom bei Wolf Erlbruch schloss sie 1995 ihr Studium ab. Sie arbeitet als freie Illustratorin für verschiedene Verlage.

## Werke

### Kinder- und Jugendbuchillustrationen

#### Bilderbücher
- Manfred Kukla: Freimut. Ein Huhn gibt nicht auf. Albarello Verlag, 1993. ISBN 978-3-9801855-8-5
- Gerda Wagener: Lorenzo. Albarello Verlag, 1994. ISBN 3-930299-01-1
- Isa Uhlenberg: Die Freunde vom Hafen oder Madame Perin und die Hafenhunde. Albarello Verlag, 1995. ISBN 978-3-930299-08-9
- Julia Volmert: Die Piraten auf dem Spielzeugmeer oder von jeder Menge neuem Spielzeug und einem alten Umzugskarton. Gemeinsame Illustrationen mit Frank Richter. Albarello Verlag, 1996. ISBN 978-3-930299-09-6
- Ingrid Huber: Ich bin aber größer als du!. Albarello Verlag, 1996. ISBN 978-3-930299-14-0
- Gerda Wagener: Eli, das fliegende Elefantenkind. Albarello Verlag, 1997. ISBN 3-930299-17-8
- Helga Henning: Schweinchen Theo und Tessa Gans oder zwei Freunde halten zusammen. Albarello Verlag, 1997. ISBN 978-3-930299-18-8
- Helga Henning: Schweinchen Theo, sind wir Freunde?. Albarello Verlag, 1998. ISBN 978-3-930299-27-0
- Petra Mönter: Küssen nicht erlaubt. Kerle Verlag, 1999. ISBN 978-3-451-70268-6
- Wolfgang Bittner: Wochenende bei Papa. Kerle Verlag, 1999. ISBN 978-3-451-70272-3
- Catherine Wehren Staehelin: Der seltsame Schneemann. Friedrich Reinhardt Verlag, 2000. ISBN 978-3-7245-1136-6
- Petra Mönter: Geh mit niemandem mit, Lena!. Kerle Verlag, 2000. ISBN 978-3-451-70317-1
- Sigrid Lohse: FuFu das kleine rote Auto. Kerle Verlag, 2001. ISBN 978-3-451-70404-8
- Petra Mönter: Vimala gehört zu uns. Kerle Verlag, 2002. ISBN 978-3-451-70469-7
- Jens Thiele/Matthias Friedrich: Rita und der tollste Papa der Welt. Ravensburger Buchverlag, 2002. ISBN 978-3-473-33084-3
- Sylvia Heinlein: Pit im Baumhaus. Beltz Verlag, 2003. ISBN 978-3-407-79301-0
- Heinz Janisch: Ein ganz gewöhnlicher Montag. Betz Verlag, 2004. ISBN 978-3-219-11122-4
- Karin Gündisch: Mia und Tante Milda. Eine Babysittergeschichte. Kerle Verlag, 2005. ISBN 978-3-451-70626-4
- Elisabeth Zöller: Tante Klara kommt!. Fischer Schatzinsel Verlag, 2005. ISBN 978-3-596-85166-9
- Sylvia Heinlein: Ein Hochbett für Hein. Beltz Verlag, 2006. ISBN 978-3-407-79353-9
- Sky du Mont: Sophies Weihnacht. Baumhaus Verlag, 2007. ISBN 978-3-8339-0476-9
- Brigitte Endres: Die Prinzessin und die Erbse. Residenz Verlag, 2010. ISBN 978-3-7017-2067-5
- Hans-Christian Andersen: Die Nachtigall. Sauerländer Verlag, 2011. ISBN 978-3-7941-5245-2
- Brigitte Endres: Mathilda und der Grossmaulfrosch, Nilpferd in Residenz. ISBN 978-3-7017-2145-0
- Hubert Schirneck: Das geheimste Geheimnis der Welt, Tulipan Verlag, 2016. ISBN 978-3-86429-263-7
- P. J. Ox: Ava hält die Luft an. Chamäleon Verlag, 2021. ISBN 978-3-949052-02-6

#### Kinderbücher
- Sheila Och: Balaban Neumann, der Hund. 1999. ISBN 3-7941-4556-9
- Michael Hatry: Der Tag der seltenen Sachen. Sauerländer Verlag, 2000. ISBN 978-3-7941-4566-9
- Eva Polak: Nessy kann auch anders. Sauerländer Verlag, 2000. ISBN 978-3-7466-2267-5
- James Krüss: Mein Urgroßvater und ich / Mein Urgroßvater, die Helden und ich. Limitierte Sonderausgabe. Carlsen Verlag, 2000. ISBN 978-3-551-55280-8
- Andreas Venzke: Die Grasesser. Patmos Verlag, 2001. ISBN 978-3-491-37440-9
- Sabine Ludwig: Immer wieder Frieda. Fischer Schatzinsel Verlag, 2003. ISBN 978-3-596-85133-1
- Sabine Ludwig: Für alle Fälle Frieda. Fischer Schatzinsel Verlag, 2004. ISBN 978-3-596-85134-8
- Sabine Ludwig: Hier kommt Frieda! Alle Geschichten in einem Band. Fischer Schatzinsel Verlag, 2006. ISBN 978-3-596-80654-6
- Wieland Freund: Krabbabauz!. Boje Verlag, 2009. ISBN 978-3-414-82178-2
- Friedl Hofbauer: Die Gespensterquelle. Residenz Verlag, 2009. ISBN 978-3-7017-2061-3
- Sylvia Heinlein: Die Sache mit den Superhelden. Tulipan Verlag, 2009. ISBN 978-3-939944-37-9
- Sylvia Heinlein: Eddy und die Weihnachtswunschmaschine: Eine Geschichte in 24 Kapiteln. Pattloch Verlag, 2010. ISBN 978-3-629-01482-5
- Luise Holthausen: Miri, Leon und ihr Plan für Weihnachten: Eine Adventsgeschichte in 24 Kapiteln. Pattloch Verlag, 2011. ISBN 978-3-629-01499-3
- Luise Holthausen: Bibelrätsel: Geschichten für clevere Spürnasen. Pattloch Verlag, 2011. ISBN 978-3-629-01484-9
- Brigitte Endres: König Mops und die kleine Seiltänzerin, Nilpferd in Residenz, 2012. ISBN 978-3-7017-2104-7
- Sylvia Heinlein: Die Superhelden und der blaue Honk, Tulipan Verlag, 2014. ISBN 978-3-86429-191-3
- Sylvia Heinlein: Die Superhelden und die wilden Winzlinge, Tulipan Verlag, 2015. ISBN 978-3-86429-235-4
- Sylvia Heinlein: Die Murksler Sammy und die Minimonster, Tulipan Verlag 2016. ISBN 978-3-86429-271-2
- Sylvia Heinlein: Die Superhelden und das Urlaubs-Schlamassel, Tulipan Verlag 2017. ISBN 978-3-86429-293-4

#### Sachbücher
- Sylvia Näger: Hexentanz und Zauberkraut. Sauerländer Verlag, 2000. ISBN 978-3-276-00208-4

#### Schulbücher
- Gerhard Sennlaub: Und mittendrin der freche Hans: Gedichte für Kinder. Cornelsen Verlag, 2009. ISBN 978-3-06-080100-8
- Silke Fokken: Hier kommt Lola! Ein Leseprojekt zu dem gleichnamigen Kinderbuch von Isabel Abedi. Cornelsen Verlag, 2009. ISBN 978-3-464-80087-4

## Ausstellungen
- 14. Oktober bis 4. November 2006: Ausstellung „Illustration 2006“ der für den Künstlerinnenpreis nominierten Illustratorinnen auf der Entry 2006 in Essen.[1]

## Auszeichnungen
- 2004: LesePeter des Monats August für das Bilderbuch Ein ganz gewöhnlicher Montag von Heinz Janisch[2]